# Liste des ponts du Grand Est protégés aux monuments historiques
 (mai 2025).
Si vous disposez d'ouvrages ou d'articles de référence ou si vous connaissez des sites web de qualité traitant du thème abordé ici, merci de compléter l'article en donnant les références utiles à sa vérifiabilité et en les liant à la section « Notes et références ».
Cet article recense les ponts protégés aux monuments historiques dans le Grand Est, en France.

## Liste
| Édifice                              | Département        | Commune                                 | Coordonnées                      | Notice                        | Protection        | Illustration                         |
| ------------------------------------ | ------------------ | --------------------------------------- | -------------------------------- | ----------------------------- | ----------------- | ------------------------------------ |
| Pont-canal de Barberey-Saint-Sulpice | Aube               | Barberey-Saint-Sulpice                  | 48° 20′ 08″ nord, 4° 02′ 45″ est | « PA00078050 »                | Inscrit MH (1984) | Pont-canal de Barberey-Saint-Sulpice |
| Pont sur la Seine                    | Aube               | Fouchères                               | 48° 08′ 57″ nord, 4° 15′ 56″ est | « PA00078117 »                | Inscrit MH (1926) | Pont sur la Seine                    |
| Pont sur l'Ource                     | Aube               | Loches-sur-Ource                        | 48° 03′ 42″ nord, 4° 29′ 54″ est | « PA10000001 »                | Inscrit MH (1996) | Pont sur l'Ource                     |
| Ponts de la route royale Paris-Bâle  | Aube               | Le Mériot, Nogent-sur-Seine             | 48° 29′ 42″ nord, 3° 29′ 56″ est | « PA10000003 » « PA10000005 » | Inscrit MH (1996) | Ponts de la route royale Paris-Bâle  |
| Ponts du château de Jaillac          | Aube               | Le Mériot                               | 48° 30′ 20″ nord, 3° 27′ 08″ est | « PA10000002 »                | Inscrit MH (1996) | Ponts du château de Jaillac          |
| Pont de Ricey-Haut                   | Aube               | Les Riceys                              | 47° 59′ 08″ nord, 4° 21′ 53″ est | « PA10000006 »                | Inscrit MH (1996) | Pont de Ricey-Haut                   |
| Pont Henri-IV                        | Aube               | Soulaines-Dhuys                         | 48° 22′ 32″ nord, 4° 44′ 02″ est | « PA10000007 »                | Inscrit MH (1996) | Pont Henri-IV                        |
| Pont romain                          | Aube               | Spoy                                    | 48° 13′ 34″ nord, 4° 37′ 32″ est | « PA00078242 »                | Classé MH (1973)  | Pont romain                          |
| Pont sur la Vanne                    | Aube               | Aix-Villemaur-Pâlis                     | 48° 15′ 12″ nord, 3° 43′ 49″ est | « PA00078303 »                | Inscrit MH (1984) | Pont sur la Vanne                    |
| Pont no 1                            | Bas-Rhin           | Scherwiller                             | 48° 17′ 32″ nord, 7° 22′ 47″ est | « PA00125222 »                | Inscrit MH (1993) | Pont no 1                            |
| Pont no 2                            | Bas-Rhin           | Scherwiller                             | 48° 17′ 33″ nord, 7° 22′ 39″ est | « PA00125223 »                | Inscrit MH (1993) | Pont no 2                            |
| Pont no 3                            | Bas-Rhin           | Scherwiller                             | 48° 17′ 46″ nord, 7° 22′ 12″ est | « PA00125224 »                | Inscrit MH (1993) | Pont no 3                            |
| Pont no 4                            | Bas-Rhin           | Scherwiller                             | 48° 17′ 19″ nord, 7° 25′ 04″ est | « PA00125225 »                | Inscrit MH (1993) | Image manquante Téléverser           |
| Pont Saint-Thomas                    | Bas-Rhin           | Strasbourg                              | 48° 34′ 44″ nord, 7° 44′ 42″ est | « PA00085188 »                | Classé MH (1995)  | Pont Saint-Thomas                    |
| Pont sur l'Isch                      | Bas-Rhin           | Wolfskirchen                            | 48° 52′ 17″ nord, 7° 03′ 54″ est | « PA00085267 »                | Classé MH (1986)  | Pont sur l'Isch                      |
| Pont de 1538                         | Haut-Rhin          | Gueberschwihr                           | 48° 00′ 15″ nord, 7° 16′ 31″ est | « PA00085437 »                | Inscrit MH (1934) | Pont de 1538                         |
| Pont sur la Weiss                    | Haut-Rhin          | Kaysersberg Vignoble                    | 48° 08′ 24″ nord, 7° 15′ 39″ est | « PA00085492 »                | Inscrit MH (1932) | Pont sur la Weiss                    |
| Pont de la Timbach                   | Haut-Rhin          | Sainte-Croix-aux-Mines                  | 48° 15′ 52″ nord, 7° 14′ 02″ est | « PA68000037 »                | Inscrit MH (2002) | Pont de la Timbach                   |
| Pont de Brainville-sur-Meuse         | Haute-Marne        | Brainville-sur-Meuse                    | 48° 10′ 53″ nord, 5° 34′ 23″ est | « PA52000003 »                | Inscrit MH (1996) | Image manquante Téléverser           |
| Pont de Cirey-sur-Blaise             | Haute-Marne        | Cirey-sur-Blaise                        | 48° 19′ 54″ nord, 4° 56′ 24″ est | « PA52000004 »                | Inscrit MH (1993) | Pont de Cirey-sur-Blaise             |
| Pont de l'ancienne laiterie          | Haute-Marne        | Condes                                  | 48° 08′ 37″ nord, 5° 09′ 07″ est | « PA00079042 »                | Inscrit MH (1984) | Pont de l'ancienne laiterie          |
| Pont de Dommarien                    | Haute-Marne        | Dommarien                               | 47° 41′ 10″ nord, 5° 20′ 42″ est | « PA52000005 »                | Inscrit MH (1996) | Pont de Dommarien                    |
| Pont de Doulaincourt                 | Haute-Marne        | Doulaincourt-Saucourt                   | 48° 19′ 11″ nord, 5° 12′ 11″ est | « PA52000006 »                | Inscrit MH (1996) | Pont de Doulaincourt                 |
| Pont de Grandchamp                   | Haute-Marne        | Grandchamp                              | 47° 43′ 26″ nord, 5° 27′ 07″ est | « PA52000007 »                | Inscrit MH (1996) | Image manquante Téléverser           |
| Poncelot                             | Haute-Marne        | Joinville                               | 48° 26′ 38″ nord, 5° 08′ 23″ est | « PA00079082 »                | Inscrit MH (1942) | Poncelot                             |
| Ponceaux de Larivière-sur-Apance     | Haute-Marne        | Larivière-Arnoncourt                    | 48° 00′ 42″ nord, 5° 42′ 48″ est | « PA52000008 »                | Inscrit MH (1996) | Image manquante Téléverser           |
| Pont de Marac                        | Haute-Marne        | Marac                                   | 47° 55′ 38″ nord, 5° 11′ 49″ est | « PA00132594 »                | Inscrit MH (1994) | Image manquante Téléverser           |
| Pont de Neuilly-sur-Suize            | Haute-Marne        | Neuilly-sur-Suize                       | 48° 02′ 54″ nord, 5° 09′ 03″ est | « PA52000010 »                | Inscrit MH (1996) | Image manquante Téléverser           |
| Pont gallo-romain                    | Haute-Marne        | Outremécourt, Sommerécourt              | 48° 12′ 47″ nord, 5° 39′ 59″ est | « PA00079171 » « PA00079242 » | Classé MH (1932)  | Image manquante Téléverser           |
| Pont de Poulangy                     | Haute-Marne        | Poulangy                                | 48° 02′ 21″ nord, 5° 15′ 09″ est | « PA52000011 »                | Inscrit MH (1996) | Image manquante Téléverser           |
| Pont de Pré Gibère                   | Haute-Marne        | Rolampont                               | 47° 56′ 29″ nord, 5° 17′ 31″ est | « PA00079212 »                | Inscrit MH (1929) | Pont de Pré Gibère                   |
| Pont de Verbiesles                   | Haute-Marne        | Verbiesles                              | 48° 04′ 10″ nord, 5° 10′ 51″ est | « PA52000012 »                | Inscrit MH (1996) | Image manquante Téléverser           |
| Pont de Voisines                     | Haute-Marne        | Voisines                                | 47° 51′ 34″ nord, 5° 11′ 04″ est | « PA52000013 »                | Inscrit MH (1996) | Image manquante Téléverser           |
| Pont sur le Sânon                    | Meurthe-et-Moselle | Crévic                                  | 48° 38′ 21″ nord, 6° 24′ 08″ est | « PA00106019 »                | Classé MH (1984)  | Pont sur le Sânon                    |
| Pont de Beurey-sur-Saulx             | Meuse              | Beurey-sur-Saulx                        | 48° 45′ 27″ nord, 5° 01′ 26″ est | « PA55000042 »                | Inscrit MH (2013) | Pont de Beurey-sur-Saulx             |
| Pont d'Haironville                   | Meuse              | Haironville                             | 48° 41′ 06″ nord, 5° 05′ 05″ est | « PA00106543 »                | Inscrit MH (1950) | Pont d'Haironville                   |
| Pont de Rupt-aux-Nonains             | Meuse              | Rupt-aux-Nonains                        | 48° 40′ 08″ nord, 5° 06′ 45″ est | « PA00106611 »                | Classé MH (1975)  | Pont de Rupt-aux-Nonains             |
| Pont-écluse Saint-Amand              | Meuse              | Verdun                                  | 49° 09′ 27″ nord, 5° 22′ 45″ est | « PA00106666 »                | Classé MH (1978)  | Pont-écluse Saint-Amand              |
| Pont sur le Landbach                 | Moselle            | Dolving                                 | 48° 46′ 21″ nord, 7° 01′ 00″ est | « PA00106753 »                | Classé MH (1978)  | Image manquante Téléverser           |
| Pont des Thermes                     | Moselle            | Metz                                    | 49° 07′ 23″ nord, 6° 10′ 35″ est | « PA00106916 »                | Classé MH (1927)  | Pont des Thermes                     |
| Vieux Pont                           | Moselle            | Moulins-lès-Metz                        | 49° 06′ 17″ nord, 6° 06′ 31″ est | « PA00107037 »                | Inscrit MH (1989) | Vieux Pont                           |
| Pont-écluse sud du couronné de Yutz  | Moselle            | Thionville                              | 49° 21′ 09″ nord, 6° 10′ 16″ est | « PA00107017 »                | Classé MH (1984)  | Pont-écluse sud du couronné de Yutz  |
| Pont Stanislas                       | Vosges             | Mirecourt                               | 48° 18′ 02″ nord, 6° 08′ 13″ est | « PA00107205 »                | Inscrit MH (1982) | Pont Stanislas                       |
| Pont sur la Frezelle                 | Vosges             | Neufchâteau                             | 48° 21′ 39″ nord, 5° 44′ 24″ est | « PA00107266 »                | Classé MH (1984)  | Image manquante Téléverser           |
| Pont des Fées                        | Vosges             | Saint-Amé, Saint-Étienne-lès-Remiremont | 48° 01′ 26″ nord, 6° 38′ 01″ est | « PA00107272 » « PA00107286 » | Inscrit MH (1988) | Pont des Fées                        |
| Pont des Fées                        | Vosges             | Gérardmer, Xonrupt-Longemer             | 48° 05′ 11″ nord, 6° 54′ 11″ est | « PA00107175 » « PA00107324 » | Inscrit MH (1972) | Pont des Fées                        |